# Mar Contreras
Marisela Contreras Leyva (* 8. Februar 1981 in Culiacán, Sinaloa) ist eine mexikanische Schauspielerin und Sängerin.

## Leben
Ihren ersten Fernsehauftritt hatte Marisela „Mar“ Contreras 2002 in der Reality-TV-Sendung Operación Triunfo Mexico.
Ihre schauspielerische Fernsehpremiere feierte sie 2007 in der Telenovela Muchachitas como tú. 2008 bestritt sie ihr Filmdebüt in High school musical: El desafío.
In den nächsten Jahren wirkte sie in neun Episoden der Fernsehserie Mar de amor, 25 Episoden der Fernsehserie Teresa und in 161 Episoden der Fernsehserie La que no podía amar mit.
Anschließend bekleidete sie unter anderem in der am 17. Januar 2014 in Mexiko uraufgeführten Musikkomödie ¿Qué le dijiste a Dios? eine Rolle.